# گاما مار
گاما مار یک ستاره است که در صورت فلکی مار قرار دارد.